# Naples, Florida
Naples là một thành phố ở Quận Collier, Florida, Hoa Kỳ. Tính đến năm 2015, dân số của thành phố vào khoảng 20.600 người. Naples là một thành phố chính của đảo Naples-Marco, Theo thống kê đô thị Florida, có dân số khoảng 322.000 người vào năm 2015. Naples là một trong những thành phố giàu có nhất ở Hoa Kỳ, với thu nhập bình quân đầu người cao thứ sáu trong quốc gia trong năm 2012  và tỷ lệ triệu phú đầu người cao thứ hai ở Hoa Kỳ. Bất động sản là một trong những lĩnh vực đắt đỏ nhất trong cả nước, với những ngôi nhà để bán có giá trị vượt quá 40 triệu USD.

## Lịch sử
Thành phố Naples được thành lập vào cuối những năm 1880 bởi cựu Tổng Liên minh miền Nam và Thượng nghị sĩ Kentucky John Stuart Williams cùng đối tác của ông, doanh nhân Louisville Walter N. Haldeman, nhà xuất bản tờ Louisville Courier-Journal. Trong suốt những năm 1870 và thập niên 80, những câu chuyện về tạp chí và báo chí, nói về khí hậu ôn hòa của khu vực, cá và trò chơi hấp dẫn, đã so sánh nó với bán đảo Italia đầy nắng. Cái tên Naples được tạo nên khi các nhà quảng bá mô tả vịnh là "vượt qua vịnh ở Naples, Ý". Sự phát triển lớn của cùng đất này được dự đoán sau khi đường sắt đến Naples vào ngày 7 tháng 1 năm 1927, và Đường mòn Tamiami nối Naples với Miami được hoàn thành vào năm 1928, nhưng dự đoán này đã không đúng cho đến sau cuộc Đại suy thoái và Thế chiến II. Trong chiến tranh, Không quân Hoa Kỳ đã xây dựng một sân bay nhỏ và sử dụng nó cho mục đích đào tạo; nó bây giờ là sân bay thành phố Naples.

Năm 1949, Forrest Walker yêu cầu ông Rust bán cho ông 296 mẫu Anh (120 ha) từ kênh Jamaica đến đại lộ 14 ngày nay. Kênh Jamaica được mở rộng, một con kênh được nạo vét, và  Đại lộ số14 S được tạo ra vào tháng 3 năm 1950; một phân khu mới được đặt tên là "Aqualane Shores" tại bữa tiệc khai mạc cùng năm đó. Các kênh bổ sung cuối cùng được thêm vào phía nam của đại lộ 14 và được đặt tên theo thứ tự bảng chữ cái cho các loài chim nước ở địa phương. Kênh đầu tiên ở phía nam của đại lộ 14 S là kênh Anhinga, sau đó kênh Bittern nằm ở phía nam đại lộ số 15, kênh Crane nằm ở phía nam đại lộ số 16, kênh Duck ở phía nam đại lộ số 17, và kênh Egret nằm ở phía bắc đại lộ số 21 S. Từ các kênh có vịnh nhỏ tên là Flamingo, Gull, Heron, và Ibis, cũng như vịnh Aqua gốc. Những kênh đầu tiên, kênh đào và vịnh nhỏ này được nạo vét và đào lên từ những đầm lầy ngập mặn. Nơi đất đá nông được đào bới, đất được lấp đầy để tạo ra rất nhiều nước có thể điều hướng.

## Dân cư
Theo điều tra dân số năm 2010, đã có 19.537 người, 9.710 hộ gia đình và 6.568 gia đình sống trong thành phố. Mật độ dân số là 1.744,3 mỗi dặm vuông (673,2 / km2). Có 16.957 đơn vị nhà ở với mật độ trung bình là 1.410.0 mỗi dặm vuông (544.2 / km2). Tỷ lệ chủng tộc của thành phố là 94,1% người da trắng, 4,5% người da đen, 0,12% người Mỹ bản xứ, 0,33% người châu Á, 0,02% người Thái Bình Dương, 0,30% từ các chủng tộc khác và 1,0% từ hai hoặc nhiều chủng tộc. Người gốc Tây Ban Nha hoặc La tinh của bất kỳ chủng tộc nào chiếm 4,5% dân số.
Có 9.708 hộ gia đình, trong đó 10,9% có trẻ em dưới 18 tuổi sống chung với gia đình, 53,8% là cặp vợ chồng chung sống với nhau, 5,0% là phụ nữ đơn thân và 39,2% không phải là gia đình. Ba mươi bốn phần trăm của tất cả các hộ gia đình được tạo thành từ các cá nhân và 20,1% hộ có người sống một mình 65 tuổi trở lên. Quy mô hộ trung bình là 1,92 và quy mô gia đình trung bình là 2,38.
Trong thành phố, dân số gồm 10,9% dưới 18 tuổi, 2,3% từ 18 đến 24, 14,5% từ 25 đến 44, 30,0% từ 45 đến 64, và 42,3% người từ 65 tuổi trở lên. Độ tuổi trung bình là 61 tuổi. Cứ 100 nữ giới thì có 86,0 nam giới. Cứ 100 nữ giới từ 18 tuổi trở lên thì có 83,9 nam giới. 
Thu nhập trung bình cho một hộ gia đình trong thành phố là $ 71,553, và thu nhập trung bình cho một gia đình là $ 102,262. Nam giới có thu nhập trung bình là $ 86,092 so với $ 30,948 đối với nữ giới. Thu nhập bình quân đầu người của thành phố là $ 61,141. Khoảng 3,1% gia đình và 5,9% dân số sống dưới mức nghèo khổ, trong đó có 15,1% trong số những người dưới 18 tuổi và 3,3% của những người 65 tuổi trở lên.

## Địa lý và khí hậu
Naples nằm ở phía tây nam Florida tại 26.139, −81.795 trên Quốc lộ 41 giữa Miami về phía đông và Fort Myers ở phía bắc.
Theo Cục điều tra dân số Hoa Kỳ, thành phố có tổng diện tích là 16,4 dặm vuông (42,5 km2), trong đó 12,3 dặm vuông (31,9 km2) là đất và 4,1 dặm vuông (10,7 km2), hoặc 25,09%, là nước.
Naples có khí hậu nhiệt đới savanna (Köppen Aw), với mùa hè nóng và ẩm ướt, và mùa đông ấm áp, khô. Naples có hơn 2.900 giờ nắng mỗi năm và hơn 300 ngày nắng mỗi năm. Naples thường không có sương giá và mùa sinh trưởng là 365 ngày.

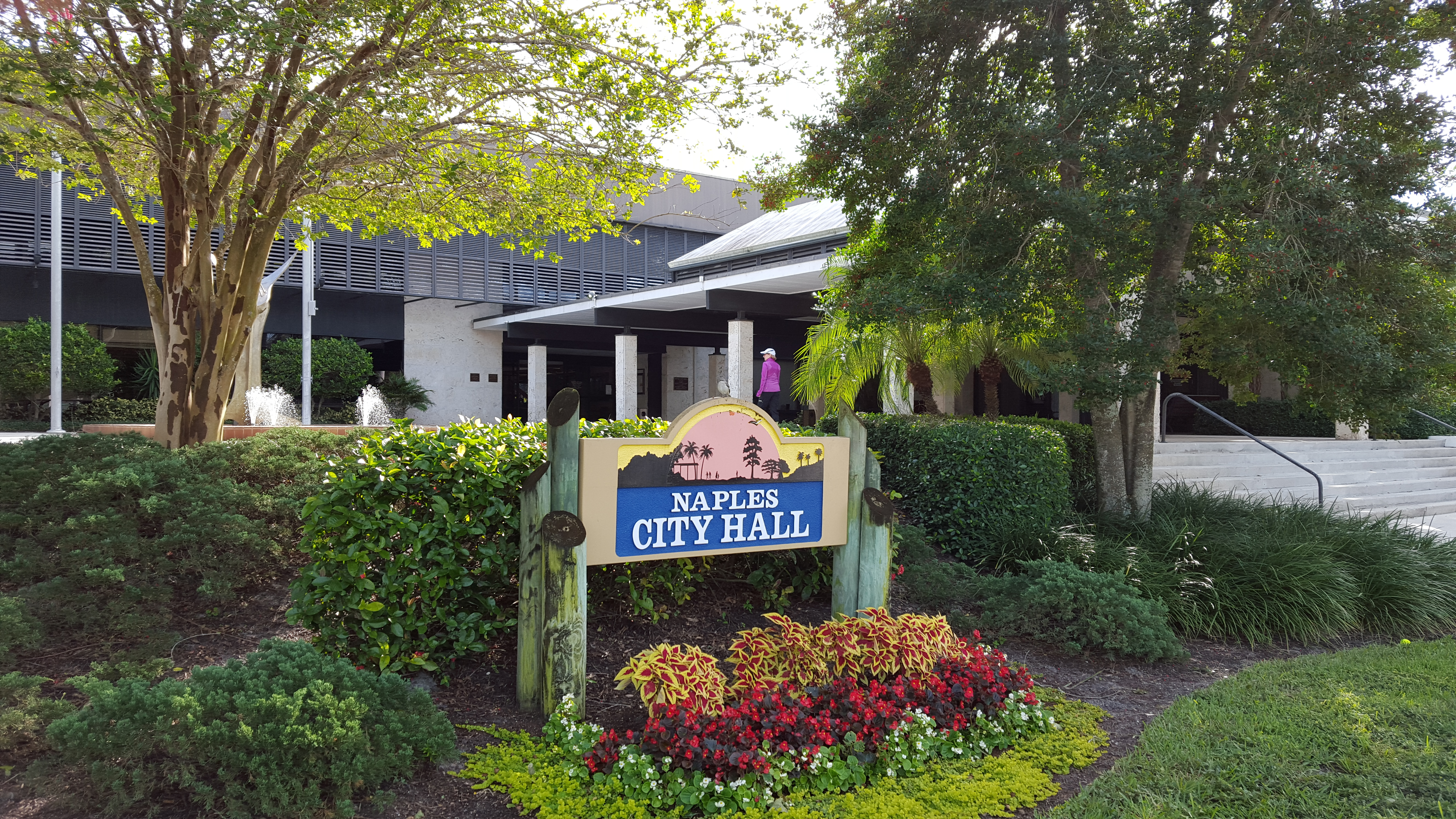
Lối vào phía trước của hội trường thành phố Naples